# Wellman (Teksas)
Wellman je grad u američkoj saveznoj državi Teksas. Prema popisu stanovništva iz 2010. u njemu je živjelo 203 stanovnika.